# Gerhard Ziegler (Architekt)
Gerhard Ziegler (* 27. Februar 1902 in Zwiefalten; † 15. April 1967 in Tübingen) war ein deutscher Architekt und Raumplaner, der im Nationalsozialismus mit der Landesplanung für einen Bezirk in Ostpreußen, im Sudetengau und ab 1940 auch innerhalb des neu gebildeten Gaus Oberschlesien einschließlich des Interessengebiets des KZ Auschwitz befasst war. Nach 1945 wirkte er u. a. als Lehrbeauftragter für Landesplanung an der Technischen Hochschule Stuttgart und leitete von 1962 bis 1966 die Landesplanungsstelle beim Innenministerium von Baden-Württemberg.

## Ausbildung in Stuttgart und frühe Erfolge als Architekt in den USA
1920 legte Gerhard Ziegler seine Reifeprüfung in Heilbronn ab. Zur selben Zeit wurde er Mitglied des Deutschvölkischen Schutz- und Trutzbundes. Als 19-Jähriger begann Gerhard Ziegler ein Studium der Architektur an der Technischen Hochschule Stuttgart und an der Technischen Hochschule Danzig (1921–1926). In Stuttgart studierte er vor allem bei Paul Bonatz und Paul Schmitthenner, zwei ausgewiesenen Vertretern der „Stuttgarter Schule“ der Architektur. 1926 schloss Ziegler sein Studium mir dem akademischen Grad eines Diplom-Ingenieurs ab. Im anschließenden Vorbereitungsdienst arbeitete er nach eigenen Angaben als Regierungsbauführer (Referendar) beim Staatlichen Hochbauamt der Freien Stadt Danzig, danach in Hamburg. Dort beteiligte er sich u. a. am Architekturwettbewerb für den Völkerbundpalast in Genf. An diese Tätigkeiten schloss Ziegler ein weiteres Studium an: Von Mai 1928 bis Juli 1931 hielt er sich in den Vereinigten Staaten auf; er studierte englische Sprache, Architektur und Volkswirtschaft (1928–1929) an der Columbia University in New York. Das Studium finanzierte er sich nach eigenen Angaben durch Tätigkeiten als Bauarbeiter, Zeichner und Architekt in New York. Gemeinsam mit Professor A. Lawrence Kocher entwarf Ziegler Typenentwürfe für 50-geschossige Wohnhäuser, sogenannte „Sunlight Towers“ (vgl. Weblinks). Auch habe er als Dozent an der Columbia University gearbeitet. In Los Angeles baute er den Prototyp eines Siedlungshauses.

## Erste Berufserfahrung in der deutschen Landesplanung (Königsberg und Gumbinnen)
Nach einer sich an den USA-Aufenthalt anschließenden Reise durch Asien und die Sowjetunion kehrte Ziegler im Herbst 1931 nach Deutschland zurück. Nach überstandener schwerer Krankheit gründete er ein Architekturbüro. Er folgte aber dennoch im Oktober 1934 einem Studienfreund, dem Raumplaner Ewald Liedecke nach Königsberg in Ostpreußen, um dort als Angestellter der Landesplanungsstelle beim Oberpräsidenten am „Ostpreußenplan“ mitzuarbeiten (bis 1935). Parallel dazu nahm er sein Studium der Volkswirtschaft wieder auf (an der Albertus-Universität Königsberg, 1934/1935). 1936 wurde Ziegler in die Deutsche Akademie für Städtebau, Reichs- und Landesplanung (DASRL) berufen. Die DASRL leitete seit 1934 der Architekt und Stadtplaner Reinhold Niemeyer, der schon ab 1927 der Leiter der Landesplanung der Provinz Oberschlesien gewesen war.
Noch im Jahr 1935 wurde Ziegler Leiter der Bezirksplanungsstelle bei der Bezirksregierung Gumbinnen (1935–1937). Die Landesplanungsgemeinschaften wie die angeschlossenen Bezirksplanungstellen wurden bald nach der Gründung der Reichsstelle für Raumordnung (RfR) dieser zugeordnet. In dieser Zeit entwickelte Ziegler den Vorläufigen Raumordnungsplan für den Regierungsbezirk Gumbinnen/Ostpr. (1937). Auch wurde eine Kriegsopferverband-Siedlung nach seinem Entwurf in Tilsit gebaut. Ziegler wechselte danach von diesen Tätigkeiten zur Zentrale der RfR nach Berlin und arbeitete in der Reichsstelle von 1937 an als Referent. Im gleichen Jahr trat er in die NSDAP ein.

## Landesplaner in Reichenberg, Breslau und Kattowitz
Im Frühjahr 1938 wurde Ziegler von der RfR nach Reichenberg (Liberec) in das annektierte Gebiet des Sudetengaus versetzt. Dort befasste sich Ziegler u. a. mit der Zusammenarbeit der Planer nicht nur des Sudetengaus, sondern auch mit der Koordination der Planung für das Protektorat Böhmen und Mähren. So organisierte er eine Planer-Tagung in Prag, die diesem Ziel diente. Noch im August 1940 war Ziegler als Landesplaner in Breslau tätig. Zieglers weiteren Weg in die Ostraumplanung beschrieb der Berliner Historiker Wolfgang Hofmann im Rahmen einer Studie zur Geschichte der deutschen Raumplanung:

„Ab Dezember 1940 war Ziegler als Landesplaner in Oberschlesien mit Sitz in Kattowitz tätig. Dieses um die annektierten polnischen Territorien erweiterte Gebiet war um diese Zeit auf Befehl Adolf Hitlers von der Provinz Schlesien abgetrennt und zu einem eigenen Gau und einer eigenen Provinz gemacht worden, sodass jetzt auch das Gebiet von Auschwitz direkt zum Reich gehörte. Ziegler war zwar dem Oberpräsidenten und Gauleiter Fritz Bracht zugeordnet, arbeitete aber eng mit der Planungsorganisation der SS zusammen. Himmler hatte ihn mit der ‚Wahrnehmung der Belange der Planungshauptabteilung des RKF‘, also Konrad Meyer, beauftragt. (…) Wegen der gemischten ethnischen Zusammensetzung Oberschlesiens hatte die SS ein besonderes Augenmerk auf dieses Gebiet und bestellte mit dem Soziologen und Bevölkerungswissenschaftler Dr. Fritz Arlt einen Beauftragten für die ‚Befestigung des Deutschen Volkstums‘. Dieser arbeitete in Sachen Umsiedlung an der Definition von ‚Neubauzonen‘, wie den bis dahin jüdischen Wohngebieten im östlichen, erweiterten Oberschlesien, mit Ziegler zusammen. Von Konrad Meyers Planungsabteilung hielt Udo von Schauroth (…) die Verbindung zu Ziegler durch häufige Reisen; Zieglers Bezirksplaner in Kattowitz, der Volkswirt Udo Froese, war ein Doktorand Konrad Meyers.“

Die Landesplaner, die die RfR in die „eingegliederten Ostgebiete“ entsandte, hießen also: Gerhard Ziegler (Sitz: Kattowitz, Oberschlesien), Ewald Liedecke (Sitz: Danzig, Danzig-Westpreußen), Wilhelm Richert (Sitz: Posen, Wartheland), Guido Görres (Ostpreußen).
Der Ökonom Hansjulius Schepers (Sitz: Krakau, Generalgouvernement) und der Kartograf Werner Witt (Sitz: Stettin, Pommern) wurden ebenfalls als Landesplaner und „Generalreferenten für Raumordnung“ eingesetzt.

## Zieglers landesplanerische Tätigkeiten vor dem Hintergrund des Vernichtungslagers Auschwitz
Der Bauhistoriker Niels Gutschow berichtete über mehrfache Kontakte Zieglers im Rahmen seiner Tätigkeiten in Oberschlesien mit dem Lagerkommandanten des Konzentrationslagers Auschwitz, Rudolf Höß. Es kam auch auf dem Gelände des entstehenden Konzentrationslagers zu Treffen zwischen Höß und Ziegler. Die Stadt Oświęcim (Auschwitz) sollte wegen der aufzubauenden Industrieanlagen der I.G. Farben zukünftig deutlich wachsen. Für die Stadt entstand eine „Raumordnungsskizze“, die von dem Architekten Hans Stosberg bis März 1941 erarbeitet wurde und die „von Landesplaner Ziegler möglicherweise erst im Februar in Auftrag gegeben worden (war), um die Flächenansprüche des Konzentrationslagers, der I.G. Farbenindustrie und einer zukünftigen Stadt zu koordinieren.“
An diesen Planungen waren auch Ulrich Greifelt (als Vertreter des RKF), Udo Froese, einige lokale Architekten und Rudolf Höß beteiligt. Nach Niels Gutschow konnte die Raumordnungsskizze für Auschwitz „bei Kriegsende von Ziegler 'gerettet' und später dem Bundesarchiv in Koblenz übergeben werden.“ Unter Architekturhistorikern werden die von Ziegler genehmigten Arbeiten heute als Tiefpunkt der deutschen Architekturgeschichte gewertet.
Dass Zieglers Aufgaben in Oberschlesien als bedeutend eingeschätzt wurden, belegt auch eine Aussage von Gauleiter Fritz Bracht, der Ziegler nicht an die Wehrmacht zum Kriegsdienst abgeben wollte:

„Dipl. Ing. Ziegler ist Generalreferent für Raumordnung meiner Dienststelle und führt gleichzeitig als Landesplaner die Geschäfte der Landesplanungsgemeinschaft. Daneben hat Landesplaner Ziegler von mir eine Reihe wichtigster Sonderaufträge erhalten, die ganz an seine Person gebunden sind. In meiner Dienststelle hat Landesplaner Ziegler die übergeordnete Planung meiner Provinz durchzuführen, der in Oberschlesien gerade während der Kriegszeit wichtigste Aufgaben gestellt sind, weil sich eine Reihe von kriegswichtigsten Wehrmacht- und Rüstungsbetrieben nicht ohne die entscheidenden Vorarbeiten der Landesplanungsgemeinschaft durchführen lassen. Landesplaner Ziegler ist gleichzeitig auch Planungsbeauftragter des Reichsführers SS, Reichskommissar für die Festigung deutschen Volkstums und hat als solcher dringliche Umsiedlungen der rückgewanderten Volksdeutschen planerisch vorzubereiten.“

Noch 1944 legte Ziegler den Entwicklungsplan für Oberschlesien vor. Im Januar 1945 wurde die Verwaltung von Oberschlesien nach Neisse (Nysa) verlegt. Doch kurz darauf kam Ziegler in Kriegsgefangenschaft, aus der er aber in den Schwarzwald fliehen konnte (Frühsommer 1945).

## Eine deutsche Karriere im 20. Jahrhundert
Noch im Juli 1945 nahm Ziegler Kontakt mit der württembergischen Verwaltung auf und wurde mit Planungen u. a. für den Wiederaufbau von Heilbronn betraut. Ab dem Januar 1946 arbeitete er offiziell in Tübingen für das neu gebildete Innenministerium von Württemberg-Hohenzollern (1946–1952; als „Abteilungsleiter für Baustoffverteilung, Wiederaufbau, Raumordnung und Landesplanung“). Im gegen ihn gerichteten Spruchkammerverfahren wurde er im Juli 1948 als „Mitläufer“ eingestuft. Von Tübingen aus war Ziegler u. a. mit dem Wiederaufbau von Freudenstadt befasst. Zur gleichen Zeit arbeitete der ebenfalls aus der RfR kommende Raumplaner Gerhard Isenberg in der Planungsabteilung des Innenministerium von Württemberg-Hohenzollern (ab 1946). Ziegler wurde 1950 verbeamtet und „bis zu seiner Versetzung in den Ruhestand am 23. Mai 1966 zum Ministerialrat und Ministerialdirigenten befördert.“ Ähnliche Karrierewege in der Raumplanung hatten nach 1945 auch Gerhard Isenberg und Gottfried Müller.
1952 wurde Ziegler gemeinsam mit Josef Umlauf in die Unterkommission I (Planung und Bodenverkehr) zur Vorbereitung eines Baugesetzes vom Bundesministerium für Wohnungsbau und den Bauministerien der Länder berufen. Beide saßen dort in Vertretung der Arbeitsgemeinschaft der Landesplaner.
In den 1950er und frühen 1960er Jahren befasste Ziegler sich hauptsächlich mit Gebietsentwicklungsplänen für das Bodenseegebiet, das Odenwaldgebiet, das südliche Oberrheingebiet und das Oberland (1952–1964).
Ab dem Jahr 1957 war Gerhard Ziegler Lehrbeauftragter für Landesplanung an der Technischen Hochschule Stuttgart, ab 1964 als Honorarprofessor. In den letzten Jahren seiner beruflichen Karriere arbeitete Gerhard Ziegler als Leiter der Landesplanungsstelle beim Innenministerium von Baden-Württemberg (1962–1966). In dieser Funktion arbeitete er am Landesentwicklungsplan für Baden-Württemberg (1965).
Die Akademie für Raumforschung und Landesplanung (ARL) nahm Ziegler bereits 1953 als Mitglied der ersten Generation der „ordentlichen Mitglieder“ auf. Innerhalb der ARL gehörte er dem Kuratorium (1961–1966), dem Wissenschaftlichen Rat (1966–1967), der Wissenschaftlichen Plenarsitzung und dem Redaktionsausschuss der Zeitschrift „Raumforschung und Raumordnung“ an.

## Ehrenämter und Auszeichnungen
- Vorsitzender der Landesgruppe Baden-Württemberg der ARL (1950–1964)
- Mitglied des Allgemeinen Ausschusses und des Wissenschaftlichen Beirats des Deutschen Verbandes für Wohnungswesen, Städtebau und Raumplanung
- Mitglied des Internationalen Verbandes für Wohnungswesen und Städtebau, Den Haag (Niederlande)
- Administrateur bei der Ständigen Konferenz für Landesplanung Nordwesteuropa, Lüttich
- a.o. Mitglied im Bund Deutscher Architekten
- Mitglied der American Society of Planning Officials, Chicago
- Fritz-Schumacher-Preis der Alfred Toepfer Stiftung F. V. S. in Hamburg (1966) (dotiert mit 20.000 DM)
- Großes Bundesverdienstkreuz (1966)

## Schriften (Auswahl)
- Raumordnung und Bestandsaufnahme. In: Raumforschung und Raumordnung, 2. Jahrgang 1938, Heft 7.
- Praxis der Raumordnung im Sudetengau. In: Raumforschung und Raumordnung, 3. Jahrgang 1939, Heft 11/12, S. 552–555.
- Grundlagen des künftigen Städtebaus in Oberschlesien. Erkenntnisstufen im Städtebau. In: Raumforschung und Raumordnung, 5. Jahrgang 1941, Heft 3/4, S. 151–159.
- Die neue Kunst und Disziplin der Landesplanung. In: Baden-Württembergisches Verwaltungsblatt, Jahrgang 1957.
- Landesplanung und Entwicklung der Gemeinden. In: Baumeister-Zeitung, Ausgabe März 1958.
- Regionale Planungsgemeinschaften, eine Notwendigkeit. In: Informationen, hrsg. vom Institut für Raumforschung, Jahrgang 1959.
- Grundlagen für eine bessere Sozial- und Raumordnung. In: Forschungsarbeiten der Landesgruppe Baden-Württemberg der DASL, Beitr. Nr. 4, 1960.
- Aufgaben der Raumforschung bei der Aufstellung von Landesentwicklungsplänen. In: ARL (Hrsg.): Raumforschung. Bremen 1960.
- Das Zellengefüge eines gesunden, hochindustrialisierten Landes. In: Mitteilungen der DASL, Jahrgang 1963, Nr. 3–4.
- Regionalplanung, Planungsgemeinschaften und Bauleitplanung. In: Württembergische Verwaltungs- und Wirtschaftsakademie (Hrsg.): Bauleitplanung. 1964.
- Der strukturell ausgewogene Raum. In: Tendenzen der Raumentwicklung in unserer Zeit. (= ARL-FuS, Band 31.) Hannover 1965.
- Artikel Raumschaften und Regionale Planungsgemeinschaften In: ARL (Hrsg.): Handwörterbuch der Raumforschung und Raumordnung. Hannover 1966.